# 护法各省联合会议
中華民國護法各省聯合會是護法運動相關組織，成立于1918年1月15日，由桂系、滇系、政学系控制。

## 沿革
1918年1月15日至28日，护法各省联合会在广东督军署召开，推举岑春煊为议和总代表，伍廷芳为外交总代表，唐绍仪为财政总代表，唐继尧、程璧光、陆荣廷为军事总代表。西南军阀试图利用护法各省联合会议来对抗护法军政府，遭到了孙中山等中华革命党人的强烈反对。2月，由国民党稳健派人士出面，正式提出改组护法军政府的主张，并拟定《中华民国军政府组织大纲修正案》七条。4月10日，非常国会通过《中华民国军政府组织大纲修正案》交附審议。5月4日，投票决定改组军政府，将大元帅制改为总裁合议制，孙中山即向非常国会提出辞职。5月20日，军政府通过改组，选举唐绍仪、唐继尧、孙中山、伍廷芳、林葆怿、陆荣廷和岑春煊等7人为总裁；护法各省联合会议与护法军政府合并，西南军阀完全控制护法军政府。5月21日，孙中山离开广州，第一次护法告一段落。